# Bengt Ekerot
Nils Bengt Folke Ekerot (Stockholm, 8 februari 1920 – aldaar, 26 november 1971) was een Zweeds acteur en toneelregisseur.
Bengt Ekerot speelde in ongeveer 40 Zweedse films en regisseerde ongeveer 25 toneelproducties in de theaters van Stockholm, Göteborg en Malmö. Hij verwierf internationale roem met zijn vertolking van de Dood in de speelfilm Het zevende zegel (1956) van Ingmar Bergman. Later in zijn carrière zorgde zijn alcoholprobleem ervoor dat hij voor steeds minder rollen werd gevraagd. Hij overleed aan longkanker in 1971.

## Enkele filmrollen

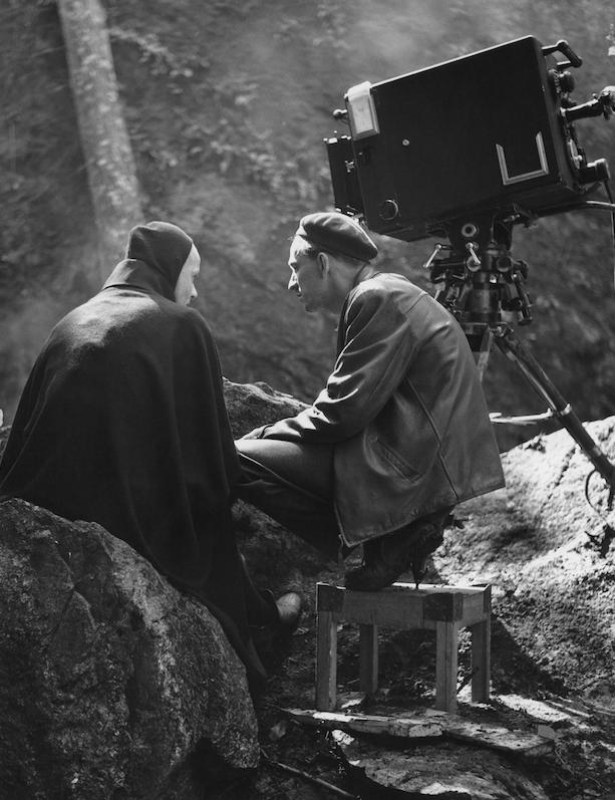
Ekerot (l.) en Bergman bij de opnamen van Het zevende zegel.

- 1956: Het zevende zegel (Det sjunde inseglet) van Ingmar Bergman
- 1958: Het gezicht / Façade (Ansiktet) van Ingmar Bergman
- 1968: Iene miene mutte (Ole dole doff) van Jan Troell